# Wizkid (artiest)
Ayodeji Ibrahim Balogun (Lagos, 6 juli 1990), beter bekend onder zijn artiestennaam Wizkid, is een Nigeriaanse zanger en songwriter. Hij staat bekend als een van Afrika's meest invloedrijke artiesten in het hedendaagse Afrobeats-muziekgenre.
Zijn grootste internationale succes behaalde de zanger door zijn samenwerking met Drake op het nummer "One Dance" en met Beyoncé op het nummer "Brown Skin Girl", waar hij voor het laatste nummer zijn eerste Grammy Award ontving in de categorie 'Best Music Video'. Daarnaast is Wizkid ook de meest bekroonde Afrikaanse artiest aller tijden bij de BET Awards (3), Soul Train Music Awards (3), Billboard Music Awards (3), iHeartRadio Music Awards (2) en MOBO Awards (6).
Sinds het begin van zijn carrière heeft hij vier studioalbums en verschillende hitsingles uitgebracht, waarbij hij samengewerkt heeft met verschillende internationale muzieksterren zoals Akon, Chris Brown, Rihanna en Dua Lipa.

## Biografie en carrière
Wizkid groeide met 12 broers en zussen op in de Nigeriaanse hoofdstad Lagos, als kind van een christelijke moeder en een islamitische vader. Al tijdens zijn schooltijd vormde hij met een paar vrienden een band met de naam "Glorious Five". Tot 2007 koos Balogun het pseudoniem Lil Prinz als zijn artiestennaam, maar later nam hij de definitieve naam Wizkid aan. Hoewel hij al in zijn jeugd muziek eigenhandig had uitgebracht, maakte Wizkid pas vanaf 2007 kennis met de muziekindustrie toen hij de studio's van de Nigeriaanse producer OJB Jezreel bezocht.
In 2009 tekende Wizkid zijn eerste platencontract en koos hij voor het label Empire Mates Entertainment. Hij begon op 19-jarige leeftijd met de opnames van zijn debuutalbum.

### SuperstarenAyo(2010-2014)
Op 2 januari 2010 bracht Wizkid zijn debuutsingle "Holla At Your Boy" uit, wat meteen een commercieel succes was in Afrika en verschillende prijzen binnenhaalde. De singles "Tease Me/Bad Guys" en "Don't Dull" volgden in 2010, en in september 2011 kwam zijn debuutalbum Superstar uit. Het album won de prijs voor 'Album van het Jaar' tijdens de Nigerian Entertainment Awards in 2012. Na het uitbrengen van zijn eerste album zorgde zijn succes ervoor dat hij op tournee kon gaan naar het Verenigd Koninkrijk en de Verenigde Staten.
In 2013 begon Wizkid zijn tweede album Ayo te promoten door de singles "Jaiye Jaiye" en "On Top Your Matter" uit te brengen. Het album kwam in 2014 uit, voorafgegaan door nog meer singles. Ondertussen heeft Wizkid zich bij een tweede label genaamd Starboy aangesloten.
In februari 2014 wordt Wizkid de eerste Nigeriaanse artiest die de één miljoen volgers op Twitter behaalde en in juli van dat jaar mag de artiest enkele concerten van de Britse rapper Tinie Tempah openen. In dezelfde periode onthult Wizkid dat hij voor nieuw materiaal heeft samengewerkt met superster Rihanna..

### Sounds from the Other Sideen internationale succes met "One Dance" (2015-2018)

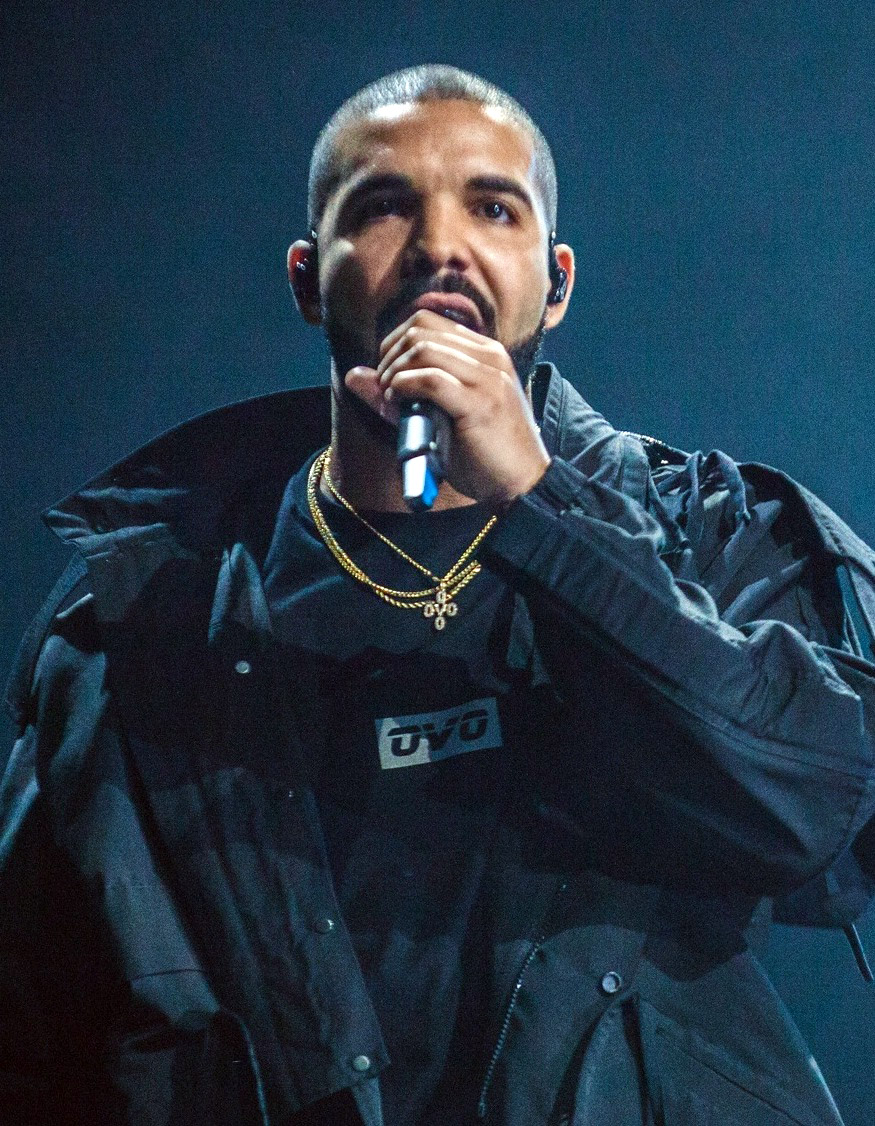
Wizkid werkte mee aan Drakes hit "One Dance".

In 2015 lukte het Wizkid om grote samenwerkingen aan te gaan met verschillende artiesten. Hij bracht begin dat jaar de single "Ojuelegba" uit als soloartiest, maar het nummer werd later opnieuw uitgebracht in een remixversie met Drake en Skepta. Later dat jaar kondigde Wizkid de single "African Bad Gyal" aan, waar hij voor samenwerkte met Chris Brown en wat de eerste single van zijn derde album zou worden. In de daaropvolgende maanden, terwijl hij reeds een druk programma had als opener voor Chris Brown tijdens diens tournee, mocht hij ook weer samenwerken met Drake aan wat zijn grootste hit zou worden: "One Dance". Het nummer behaalde 8 keer platina in de Verenigde Staten en bereikte de nummer 1-positie in 15 verschillende landen, waaronder de Verenigde Staten.
Na dit succes tekent Wizkid een contract bij RCA Records en brengt hij in juli 2017 het album Sounds from the Other Side uit. Door zijn internationale succes met One Dance zijn er meerdere grotere artiesten die meewerken aan zijn album, dat nummers bevat met Trey Songz, Major Lazer en Ty Dolla Sign.
In 2018 werd Wizkid samen met Drake opgenomen in Guinness Book of Records, nadat het nummer One Dance als eerste 1 miljard streams behaalde op Spotify.

### The Lion King: The Gift,Made in LagosenMore Love, Less Ego(2019-heden)
In juni 2019 werkte Wizkid mee aan Beyoncés muziekalbum The Lion King: The Gift, waar hij voorkwam in het nummer "Brown Skin Girl". Met deze samenwerking, en het daaropvolgende filmproject Black Is King dat door Beyoncé geproduceerd werd, ontving Wizkid talrijke nominaties en won hij een BET Award, twee NAACP Image Awards, twee Soul Train Music Awards en een Grammy Award voor de videoclip van het muzieknummer.
In de loop van 2020 bracht de artiest verschillende singles uit, waaronder een samenwerking met Akon voor het nummer "Escape". Op 30 oktober 2020 bracht Wizkid zijn vierde album Made in Lagos uit, waar opnieuw enkele internationale artiesten aan meewerkten. Het album debuteerde in de grote internationale hitlijsten, en het was zijn eerste album dat in de top 15 van de Britse hitlijsten terechtkwam. Op het album stond ook het nummer "Essence", dat Wizkid opnam met zijn landgenote Tems. Dit nummer behaalde ook wijdverspreid internationaal succes dankzij de remix van het nummer met medewerking van Justin Bieber. De track kwam binnen op nummer negen van de Billboard Hot 100, dertigste op de Canadese hitlijst en zestiende op de Britse hitlijst. De remix van de samenwerking leverde Wizkid talrijke nominaties en onderscheidingen op, waaronder een Grammy Awards-nominatie voor Beste Global Music Performance in 2022, twee NAACP Image Award-nominaties en het winnen van een Soul Train Music Award.
In 2022 bracht hij zijn vijfde studioalbum More Love, Less Ego uit.

## Persoonlijk leven
Wizkid heeft vier kinderen bij drie verschillende vrouwen. De kinderen zijn geboren in 2011, 2016, 2017 en 2022.
In augustus 2011 berichtte Nigerian Entertainment Today dat de zanger op 21-jarige leeftijd zijn eerste kind verwekt had. Na een grondig onderzoek concludeerde de krant dat Wizkid de toenmalige studente Sola Ogudugu zwanger had gemaakt. Toen het verhaal uitkwam, konden goede vrienden en kennissen van Wizkid het niet bevestigen, omdat de DNA-resultaten op dat moment nog niet bekend waren. Wizkid verbrak zijn stilzwijgen over het verhaal tijdens verschillende interviews, waarbij hij meermaals ontkende dat hij de vader was van de in 2011 geboren baby. In oktober 2013 plaatste hij een foto van zichzelf en zijn 2-jarige zoon Boluwatife Balogun op zijn Instagram-account, waarmee hij het verhaal van Nigerian Entertainment Today uit 2011 toch bevestigde.

## Discografie

### Studioalbums
- Superstar (2011)
- Ayo (2014)
- Sounds from the Other Side (2017)
- Made in Lagos (2020)
- More Love, Less Ego (2022)

## Tours
- Made in Lagos Tour (2021)
- More Love, Less Ego Tour (2023)

## Prijzen

### All Africa Music Awards (AFRIMA)
- 2015 – Nominatie voor 'Artiest van het Jaar'
- 2015 – Nominatie voor 'Beste West-Afrikaanse artiest'
- 2015 – Nominatie voor 'Beste songwriter'
- 2015 – Nominatie voor 'Album van het Jaar' met Ayo
- 2015 – Nominatie voor 'Single van het Jaar' met Ojuelegba
- 2017 – Winnaar 'Artiest van het Jaar'
- 2017 – Winnaar 'Beste West-Afrikaanse artiest'
- 2017 – Nominatie voor 'Single van het Jaar' met Come Closer (samenwerking met Drake)
- 2019 – Nominatie voor 'Artiest van het Jaar'
- 2019 – Nominatie voor 'Beste West-Afrikaanse artiest'
- 2019 – Nominatie voor 'Single van het Jaar' met Fever
- 2019 – Nominatie voor 'Samenwerking van het Jaar' met Brown Skin Girl (samenwerking met Beyoncé, Saint Jhn & Blue Ivy Carter)

### BET Awards
- 2015 – Winnaar 'Beste Afrikaanse artiest'
- 2016 – Nominatie voor 'Beste Afrikaanse artiest'
- 2020 – Winnaar 'BET Her award' met Brown Skin Girl (samenwerking met Beyoncé, Saint Jhn & Blue Ivy Carter)

### Grammy Awards
- 2016 – Nominatie voor 'Album van het Jaar' met Views (als componist)
- 2021 – Winnaar 'Beste Music Video' met Brown Skin Girl (samenwerking met Beyoncé, Saint Jhn & Blue Ivy Carter)

### MTV European Music Awards
- 2011 – Nominatie voor 'Beste Afrikaanse Artiest'
- 2012 – Nominatie voor 'Beste Afrikaanse Artiest'
- 2013 – Nominatie voor 'Beste Afrikaanse Artiest'
- 2016 – Nominatie voor 'Beste Afrikaanse Artiest'
- 2016 – Winnaar 'Best Worldwide Act'

### MTV Video Music Awards
- 2021 – Nominatie 'Beste R&B video' nominatie met Brown Skin Girl (samenwerking met Beyoncé, Saint Jhn & Blue Ivy Carter)
- 2021 – Nominatie voor 'Beste Cinematografie' met Brown Skin Girl (samenwerking met Beyoncé, Saint Jhn & Blue Ivy Carter)

### NAACP Image Award
- 2020 – Winnaar 'Samenwerking van het Jaar' met Brown Skin Girl (samenwerking met Beyoncé, Saint Jhn & Blue Ivy Carter)
- 2021 – Winnaar 'Beste videoclip' met Brown Skin Girl (samenwerking met Beyoncé, Saint Jhn & Blue Ivy Carter)

### Soul Train Music Award
- 2016 – Nominatie voor 'The Ashford & Simpsons Songwriter's Award' met One Dance (samenwerking met Drake & Kyla)
- 2017 – Nominatie voor 'Beste Dance Performance' met Come Closer (samenwerking met Drake)
- 2019 – Winnaar 'The Ashford & Simpsons Songwriter's Award' met Brown Skin Girl (samenwerking met Beyoncé, Saint Jhn & Blue Ivy Carter)
- 2019 – Nominatie voor 'Beste samenwerking' met Brown Skin Girl (samenwerking met Beyoncé, Saint Jhn & Blue Ivy Carter)
- 2021 – Winnaar 'Video van het Jaar' met Brown Skin Girl (samenwerking met Beyoncé, Saint Jhn & Blue Ivy Carter)